# Knattleikr
Knattleikr is een balsport die door de Vikingen op IJsland werd gespeeld. Er wordt al melding van gemaakt in Egils sage over Egill Skallagrímsson, die in de 9e eeuw geleefd moet hebben.

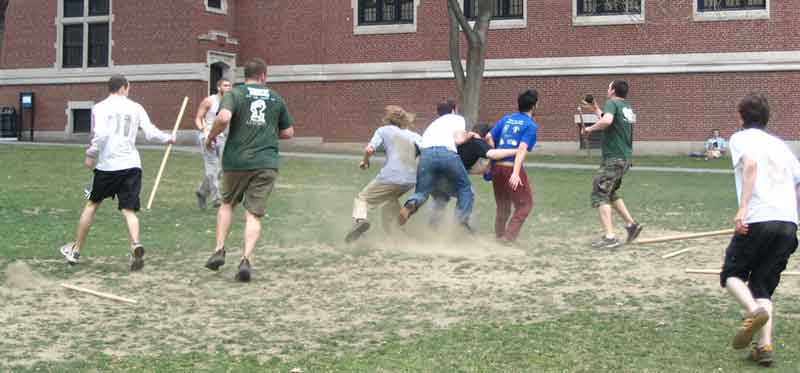
Studenten van Clark University in Massachusetts spelen knattleikr.

Niemand weet hoe de sport precies gespeeld werd, maar er is enige informatie: Spelers werden in teams verdeeld; elk team had een aanvoerder. Een harde bal werd met een stok geslagen, maar spelers mochten ook hun handen gebruiken. Lichamelijk contact was toegestaan en intimidatie kwam veel voor volgens verschillende sagen. Wedstrijden trokken veel publiek vanaf het hele eiland en duurden de hele dag.
Tegenwoordig wordt het spel nog wel gespeeld op historische festivals en op universiteiten in de Verenigde Staten, maar is waarschijnlijk minder gewelddadig dan vroeger.